# Handley Page
Handley Page Limited va ser fundada per Frederick Handley Page (després Sir Frederick) el 1909 com la primera companyia fabricant d'avions del Regne Unit cotitzada en borsa. Va entrar en liquidació voluntària i va deixar d'existir l'any 1970. La companyia, amb seu a l'aeròdrom de Radlett, a Hertfordshire, va destacar pel seu paper pioner en la història de l'aviació i per produir bombarders pesats i grans avions comercials.

## Llista d'aeronaus
Al principi Handley Page Ltd. utilitzava una progressió de lletres, per anomenar el model, seguides d'un número, que representava el sub-tipus, per tal de designar els models (p.e. Tipus L-1, Tipus M-3, etc). A partir de 1924, l'empresa va començar a utilitzar la nomenclatura H.P. seguida d'un número que indicava el model. Alguns dels models anteriors van ser rebatejats.
- Tipus A / HP.1: Monoplà (1910)
- Tipus B / HP.2: Biplà
- Tipus D / HP.4: Monoplà (1911)
- Tipus O: Bombarder bimotor (1916)
- Handley Page HP.42: Biplà de línia utilitzat per l'exèrcit durant la Segona Guerra Mundial (1930)
- Handley Page Halifax: Bombarder pesant quatrimotor (1939)

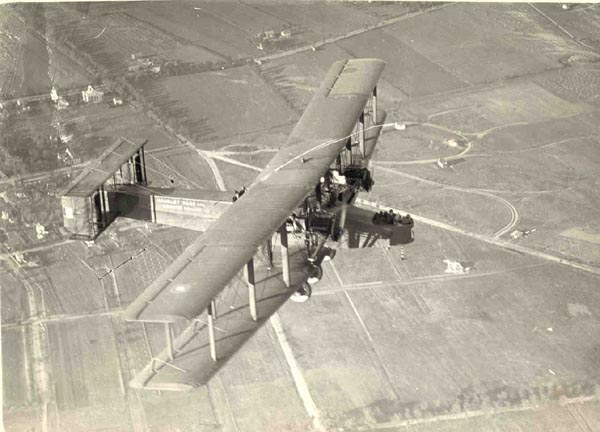
LAtlantic en el vol sense escales de Nova York a Chicago, el 1919